# Salterio de Goražde
El Salterio de Goražde (en serbocroata: Гораждански псалтир, romanizado: Goraždanski psaltir) es un salterio impreso publicado en 1521 en eslavo eclesiástico de la recensión serbia. Se cuenta entre los mejores logros de los primeros impresores serbios. Con sus 352 hojas, es el más grande de los tres libros producidos por la imprenta Goražde, la primera imprenta en el territorio de la actual Bosnia y Herzegovina. La producción del salterio fue dirigida por Teodor Ljubavić, un hieromonje del Monasterio de Mileševa.
Hoy en día se sabe que existen diez ejemplares del libro; Ninguno está completo, aunque solo la primera y la última hoja no están presentes en ninguno de ellos. Las copias se conservan en Belgrado (dos), Kiev, el Monasterio de Krka, Leópolis, Novi Sad, el Monasterio patriarcal de Peć, Praga, San Petersburgo y Zagreb. El libro está impreso en cirílico uncial con elementos de cursiva, en la ortografía de la escuela literaria Resava. Además de los Salmos, contiene los Cánticos, la Horología, el Menologio y otros textos religiosos ortodoxos. Hay tres textos adicionales, uno de los cuales describe la captura de Belgrado y la devastación de Sirmia por los otomanos en 1521. El salterio está decorado con 4 tocados, 149 iniciales y encabezamientos ornamentales, impresos en xilografía. Fue descrito por primera vez en la literatura académica en 1836.

## Antecedentes
Después de que la imprenta fuera inventada a mediados del siglo XV por Johannes Gutenberg y otros, el arte de la impresión de libros pronto se extendió a otras partes de Europa. A finales del siglo XV, Venecia se había convertido en un importante centro de imprenta. En 1493, Đurađ Crnojević, el gobernante del Principado de Zeta (en el actual Montenegro), envió al hieromonje Makarije a Venecia para comprar una prensa y aprender a imprimir libros. En 1494, Makarije imprimió los Octoechos de Cetinje en la capital de Zeta, Cetiña. Fue el primer incunable escrito en la recensión serbia del eslavo eclesiástico. La imprenta Crnojević funcionó hasta 1496, cuando Zeta cayó en manos del Imperio Otomano.
En la segunda mitad de 1518, los hermanos Teodor y Đurađ Ljubavić llegaron a Venecia para comprar una prensa y aprender el arte de la imprenta. Fueron enviados en esta misión por su padre Božidar Ljubavić, también conocido como Božidar Goraždanin, un prominente comerciante de la ciudad de Goražde, que entonces formaba parte del Sanjak de Herzegovina, un distrito del Imperio Otomano. Teodor era un hieromonje del monasterio de Mileševa, donde su padre también residía en ese momento. Mileševa fue la sede de una diócesis ortodoxa serbia que fue incorporada al Reino de Bosnia en 1373. Goražde pertenecía a esta diócesis y formaba parte de la región de Herzegovina, que fue conquistada gradualmente por los otomanos entre 1465 y 1481.

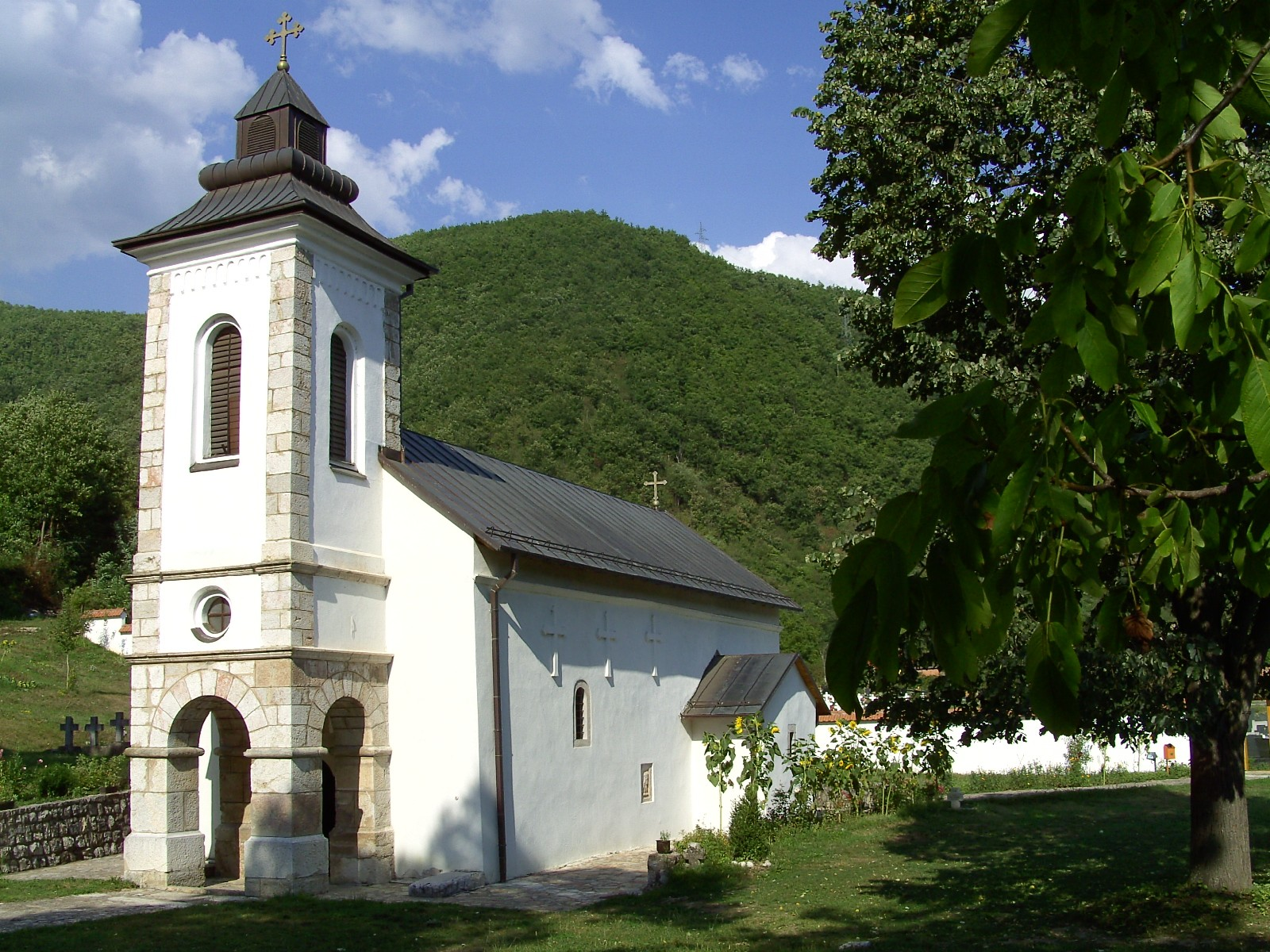
El Salterio de Goražde fue impreso en la Iglesia de San Jorge en 1521

En Venecia, los hermanos Ljubavić consiguieron una imprenta y comenzaron a imprimir un Hieratikon (libro de servicio del sacerdote), copias del cual se terminaron el 1 de julio de 1519 en Venecia o en la Iglesia de San Jorge en el pueblo de Sopotnica, cerca de Goražde. Después de que Đurađ Ljubavić muriera en Venecia el 2 de marzo de 1519, no está claro si su hermano transportó la prensa a Goražde antes o después de terminar el trabajo en el hieratikon. En la Iglesia de San Jorge, Teodor organizó la imprenta Goražde, una de las primeras imprentas entre los serbios, y la primera instalación de este tipo en el territorio de la actual Bosnia y Herzegovina. La imprenta fue dirigida por Božidar Goraždanin, quien, en 1521, encargó a Teodor (Ljubavić) que imprimiera un salterio. Teodor dirigió el trabajo, que incluía la redacción del texto del salterio, el diseño y la talla de las xilografías decorativas, la composición tipográfica, la preparación de la tinta y el papel, la impresión, el secado y la recopilación de las hojas impresas, y otras tareas; Los libros no estaban encuadernados en la imprenta. Las copias del Salterio de Goražde fueron terminadas el 25 de octubre de 1521.

## Descripción
El Salterio de Goražde, del que se sabe que existen diez copias hoy en día, se cuenta entre los mejores logros de los primeros impresores serbios. El libro contiene 352 hojas de papel en formato cuarto, y su tamaño original era probablemente de 225 por 170 milímetros. Cada una de las copias conservadas fue recortada en algún momento, la más grande de ellas ahora mide 205 por 140 milímetros. Ninguna de las copias está completa, pero solo la primera y la última hoja no están presentes en ninguna de ellas. Una transcripción de la última hoja de una copia que pertenecía al Monasterio de Krka se publicó en una revista eslavista en 1901.

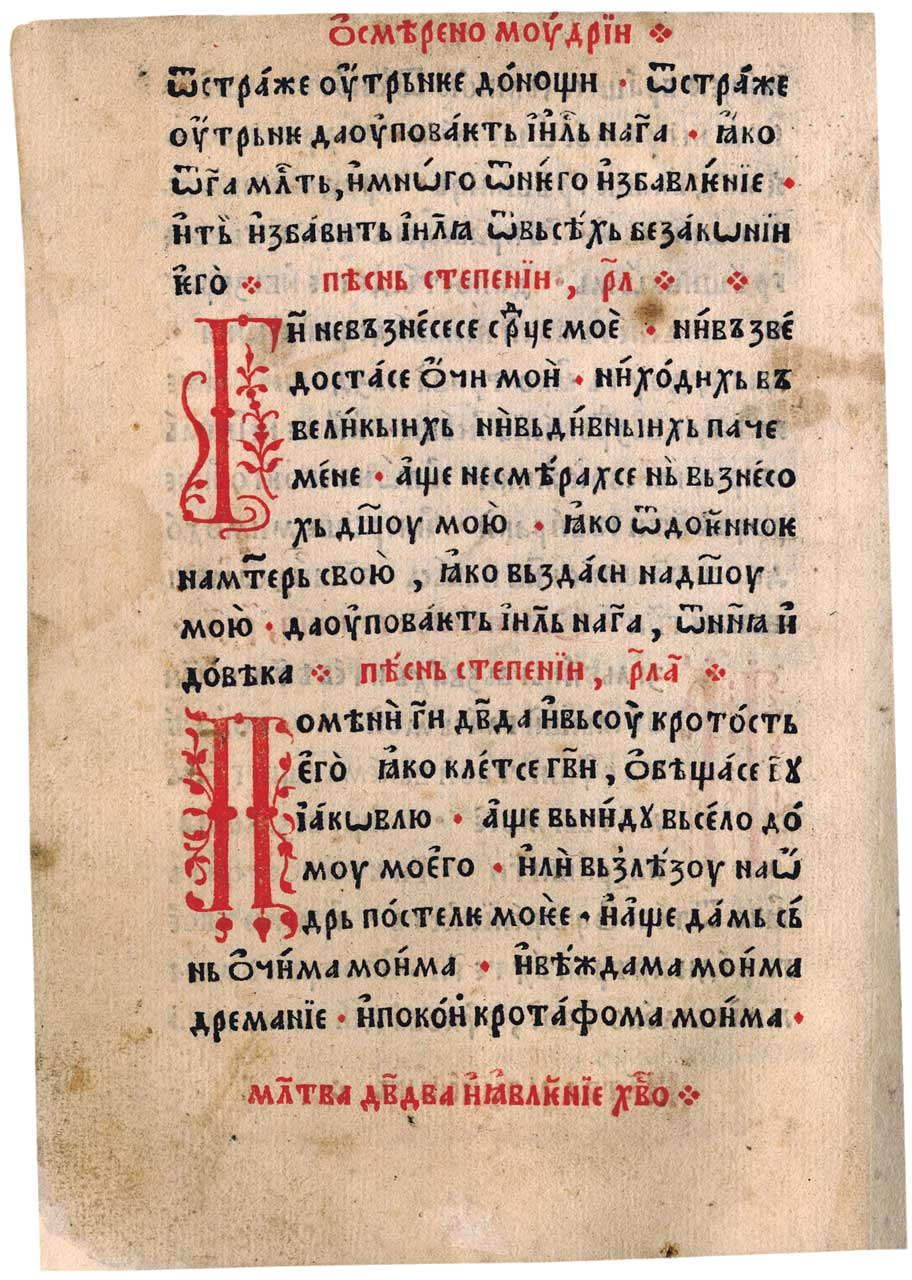
Folio 124, Salmo 130 y Salmo 131:1–4 (en la numeración de la Septuaginta)

El salterio está escrito en eslavo eclesiástico de la recensión serbia, la lengua literaria medieval de los serbios. El texto del libro no contiene rastros vernáculos o dialectales, como se puede encontrar en algunos manuscritos serbios. La ortografía cirílica utilizada en el salterio se adhiere en su mayoría a las normas de la escuela literaria Resava, que se desarrolló en el último cuarto del siglo XIV y las primeras décadas del siglo XV. La ortografía resava se convirtió en dominante en la literatura serbia, pero nunca derrocó por completo las reglas de la antigua escuela literaria raška. El uso de la ortografía Raška en el Salterio de Goražde es comparable con el del Salterio de Crnojević publicado en Cetinje en 1495, aunque también hay diferencias notables entre los dos libros. El primero usa ambos yers, ъ y ь, según lo prescrito por la escuela Resava, mientras que el segundo usa solo ь.
El Salterio de Goražde comienza con una introducción que ocupa las primeras diez hojas, a la que siguen los Salmos (folios 11r-137r), los Cánticos (137v-149v), el Horologion (150r-189r), el Menologio (189v-265v), las Reglas del ayuno (266r-303r), un texto sobre los católicos ("Sobre los francos y otros anatemas similares", 303r-304r), la Paraklesis y el Acatisto a la Theotokos (305r-326r), la Paraklesis a San Nicolás (326v-334v), el Servicio del Sábado Santo (334v-350v), tres textos adicionales (350v-352v) y el colofón (352v). En la primera adición, Teodor Ljubavić, el editor del libro, informa que encontró los textos sobre el Gran Ayuno y sobre los francos en el Monasterio de Hilandar en el Monte Athos. La segunda adición es una breve cronología desde Adán hasta Esteban Uroš V, el último emperador serbio (1355-1371). La tercera adición describe la captura de Belgrado y la devastación de Sirmia por los otomanos en 1521:

вь лѣто ҂з҃.к҃.ѳ҃. Сїѥ лѣто паде Соултань соулеимень на рѣкоу Савоу сь множьством измаилтень и прѣхождахоу рѣкоу Савоу ꙗкоже по соухоу... и ѡпстоупише ѿвьсоудоу словоущи бельградь ї иннїе ѡкрьсниѥ гради. и лѣтехоу ꙗкоже змиѥ крилате села и градове палеще... и вь тои земли гл҃ю срѣме дивна места и села запоустеше а црькви и градове разорише. а словоущи Бѣльградь и неволѥю оугринь прѣдасть измальтеном... А госпожда Ѥлена бывьша деспотица и неволею ѡстави славни градь коупїнникь и дадѣ се бѣгьствоу прѣко рѣке доунава оу вьноутрьноу оугрїю, а славноу и дивноу землю деспѡтовоу тоурци попленише, а лепи градь коупїнникь разорише м҃сца Сек .ѳ҃. дьнь.
En el año 7029 (1521 d.C.): Este año el sultán Solimán cayó sobre el río Sava con una multitud de ismaelitas (turcos), y cruzaron el Sava como si estuvieran en tierra firme... Asediaron la famosa ciudad de Belgrado y las ciudades vecinas por todos lados. Volaban como serpientes aladas, incendiando pueblos y ciudades... En esa tierra llamada Sirmia, devastaron magníficas aldeas, y arrasaron iglesias y ciudades. Los húngaros se vieron obligados a rendir el famoso Belgrado a los ismaelitas... Y lady Jelena, la antigua déspota (la viuda del déspota serbio Jovan Branković), se vio obligada a abandonar la famosa ciudad de Kupinik, y huyó a través del Danubio hacia el interior de Hungría, mientras que los turcos saquearon la famosa y magnífica Tierra del Déspota (Syrmia), y arrasaron la hermosa ciudad de Kupinik el 9 de septiembre.

La impresión del Salterio de Goražde es limpia, clara y fácil de leer. El texto en rojo se imprimió primero, seguido del texto en negro. Las caras de los tipos de metal fundido utilizados para su impresión fueron diseñadas a la manera del cirílico uncial de los manuscritos serbios medievales, con ciertos elementos de cursiva. El texto ordinario se imprime en letras negras con un tamaño de corpus de 2,7 milímetros. Sus trazos tienen anchuras moderadamente variables; Sus ascendentes y descendentes también son de tamaño moderado. En las primeras 136 hojas, un bloque de diez líneas de texto escrito en estas letras tiene 74 milímetros de alto, y generalmente hay de 18 a 20, aunque ocasionalmente 21, líneas por página. En las otras hojas, el bloque de diez líneas tiene 70 milímetros de altura, con 22 líneas por página en su mayoría, y el espaciado entre palabras es más estrecho que en la primera parte del libro. Al principio de algunas frases aparecen letras algo más grandes, de 5 a 6 milímetros de altura; Pueden ser negros o rojos. Los encabezados y líneas al principio de las unidades textuales se imprimen en rojo. Entre los signos de puntuación utilizados en el libro se encuentran los índices y símbolos en forma de pez, cuerno y punto cuádruple.
El Salterio de Goražde está decorado con tocados, encabezamientos ornamentales e iniciales; Están impresos a partir de xilografías. El nivel de decoración en el salterio es más bajo que el de los libros de las imprentas de Đurađ Crnojević en Cetinje y Božidar Vuković en Venecia; este último comenzó a imprimir en 1519, contemporáneamente con los hermanos Ljubavić. Hay cuatro tocados en el salterio, colocados al comienzo de los Salmos, Cánticos, Horologion y Menologion. Están compuestos por enredaderas entrelazadas, impresas en negro. El primer tocado es el más grande, mide 108 por 93 milímetros. Se basa en un tocado en el hieratikon impreso en 1508 en Târgoviște, Valaquia, por el hieromonje Makarije. Un diseño heráldico de Valaquia en su centro es reemplazado por un adorno en forma de cruz, entre otras modificaciones. El segundo tocado, que mide 94 por 51 milímetros, es casi una copia de un tocado del Cetinje Octoechos. Es un ornamento renacentista de una procedencia claramente occidental. El tercer tocado, de 110 por 70 milímetros, está copiado del hieratikon de Valaquia de 1508. El cuarto tocado, de 105 por 68 milímetros, está impreso a partir de una xilografía utilizada en el primer libro de la imprenta Goražde, el hieratikon de 1519. A diferencia de los otros tres tocados, tiene una representación figurativa en su centro. Representa a María Theotokos sentada en un trono con el Niño Jesús en su regazo. Sus pies descansan sobre un suppedáneo, mientras Cristo sostiene una cruz en su mano.
Los encabezados ornamentales están impresos en rojo en escritura caligráfica ligada con letras entrelazadas. Especialmente elaborados son dos encabezamientos, que introducen los Cánticos y los Salmos, respectivamente; Tienen adiciones florales en forma de hojitas. Las iniciales utilizadas en el salterio se pueden dividir en dos grupos. El grupo más numeroso está formado por 110 iniciales con trazos finos adornados con graciosos zarcillos foliados. Su diseño se basa en la tradición decorativa de los manuscritos cirílicos, así como en motivos florales renacentistas. La mayoría de ellos están impresos a partir de xilografías creadas para el hieratikon de 1519. El segundo grupo son 39 iniciales compuestas por enredaderas densamente entrelazadas. Son más grandes y parecen más pesados, extendiéndose a lo largo de seis o siete líneas de texto. Se basan en las iniciales del hieratikon de Valaquia de 1508. La primera parte del Salterio de Goražde, que comprende los Salmos, está más decorada que el resto del libro. En la primera parte, se utilizan alternativamente los dos tipos de iniciales, la mayoría de ellas impresas en rojo. El resto del libro contiene solo las iniciales con trazos finos, y son más raras, más pequeñas y más simples que en los Salmos; Están igualmente impresos en negro y rojo.

## Ejemplares conocidos
Božidar Petranović encontró una copia del Salterio de Goražde en el Monasterio de Krka en Dalmacia, y lo describió en 1836 en el primer volumen de la revista Србско-далматински магазинъ (Revista serbo-dálmata), presentando así el libro a los eruditos. Pavel Jozef Šafárik mencionó el salterio por primera vez en 1842 en un artículo, que luego fue traducido del checo al alemán y al ruso. El salterio y los otros libros de la imprenta Goražde también fueron discutidos por Ilarion Ruvarac, Vatroslav Jagić, Ljubomir Stojanović y, después de la Segunda Guerra Mundial, por Đorđe Sp. Radojičić, Dejan Medaković, Vladimir Mošin y Evgenij L. Nemirovskij, entre otros. Desde 1836, se han registrado diecisiete copias del salterio, diez de las cuales se sabe que han sobrevivido hasta hoy.
| Ejemplar n.º. | Descrito por primera vez           | Guardado en                                                                     | Hojas preservadas                                             |
| ------------- | ---------------------------------- | ------------------------------------------------------------------------------- | ------------------------------------------------------------- |
| 1             | En 1836 por Božidar Petranović     | Monasterio de Krka                                                              | Copia perdida                                                 |
| 2             | En 1847 por Pavel Jozef Šafárik    | San Petersburgo, Biblioteca Nacional de Rusia                                   | 9-235, 237-303, 305-350                                       |
| 3             | 1862 (catálogo de la biblioteca)   | Praga, Museo Nacional                                                           | 2-10, 12-19, 23, 25-50, 52-58, 60-135, 137-342, 346-347       |
| 4             | En 1865 por Pavel Jozef Šafárik    | Monasterio no especificado en Sirmia                                            | Copia perdida                                                 |
| 5             | 1892 (catálogo de la biblioteca)   | Kiev, Biblioteca nacional Vernadsky de Ucrania                                  | 189-198, 201, 209-223, 225-248, 250-288, 290-304, 327-348     |
| 6             | En 1901 por Milenko M. Vukićević   | En algún lugar de Bosnia, posiblemente la Iglesia de San Jorge cerca de Goražde | Copia perdida                                                 |
| 7             | En 1901 por Ljubomir Stojanović    | Belgrado, Archivo de la Academia de las Artes y de las Ciencias de Serbia       | 2-9, 12-149, 151-186, 188, 194-267, 275-341, 346              |
| 8             | En 1902 por Ljubomir Stojanović    | Belgrado, Biblioteca Nacional de Serbia                                         | Copia perdida                                                 |
| 9             | En 1902 por Ljubomir Stojanović    | Belgrado, Biblioteca Nacional de Serbia                                         | Copia perdida                                                 |
| 10            | En 1905 por Radoslav M. Grujić     | Belgrado, Museo de la Iglesia Ortodoxa Serbia                                   | 2-9, 11-12, 14, 24-296, 306-311, 313-349                      |
| 11            | En 1925 por Ljubomir Stojanović    | Iglesia de Santa María en Velika Barna                                          | Copia perdida                                                 |
| 12            | En 1926 por Ljubomir Stojanović    | Monasterio de Lepavina                                                          | Copia perdida                                                 |
| 13            | En 1952 por Đorđe Sp. Radojičić    | Novi Sad, Biblioteca de Matica srpska                                           | 3, 33-85, 87-311, 313-335, 348                                |
| 14            | En 1958 por Vladímir Mošin         | Monasterio de Krka                                                              | 305–351                                                       |
| 15            | En 1968 por Evgenij L. Nemirovskij | Leópolis, Museo Nacional Andréi Sheptytski                                      | 150, 176, 201-214, 217-304                                    |
| 16            | En 1971 por Vladímir Mošin         | Zagreb, Museo de Historia de Croacia                                            | 2-7, 9-13, 16-136, 138-188, 190-349                           |
| 17            | En 2001 por Evgenij L. Nemirovskij | Monasterio patriarcal de Peć                                                    | 250-255, 257-287, 289-296, 298-303, 306-318, 321-343, 345-347 |

Las copias contienen inscripciones de varios períodos, y la más antigua, fechada el 27 de mayo de 1617, se encuentra en la séptima copia: "Que se sepa cuándo Josif perdió su salterio". En 1870, el historiador y bibliófilo Gavrilo Vitković vendió este ejemplar a la Sociedad Erudita Serbia. En la segunda mitad del siglo XVIII, la segunda copia perteneció al sacerdote Stefan Kostić de Krtole en la bahía de Kotor. Llegó a Rusia en 1847, cuando Vuk Karadžić lo envió a Mijaíl Pogodin en Moscú. El tercer ejemplar formaba parte de la gran biblioteca de manuscritos y viejos libros impresos de Šafárik. La quinta copia perteneció a Vuk Karadžić, y más tarde a Mijaíl F. Rayevski, quien la regaló a la Academia Teológica de Kiev en 1881. El octavo y el noveno ejemplares fueron destruidos junto con la Biblioteca Nacional de Serbia por el bombardeo alemán de Belgrado en abril de 1941. La décima copia perteneció al monasterio ortodoxo serbio de Marča en Croacia en el siglo XVIII. A principios del siglo XX, Radoslav M. Grujić lo encontró en una casa parroquial en el pueblo de Veliki Pašijan. El decimotercer ejemplar formaba parte de la colección del bibliófilo Georgije Mihajlović de la ciudad de Inđija, que lo donó a la Biblioteca de Matica srpska en 1962. El decimosexto ejemplar perteneció a un monasterio ortodoxo serbio en el pueblo de Gaćište, Croacia.

## Ebkaces externos
- Edición facsímil del Salterio de Goražde digitalizada por la Biblioteca Nacional de Serbia

- Datos: Q16363489
- Multimedia: Goražde Psalter / Q16363489